# 土庫曼國家足球隊
土庫曼國家足球代表隊是土庫曼的國家足球代表隊，由土庫曼足球協會管理，現時屬於國際足協及亞洲足球協會成員國之一。土庫曼曾經在各界不看好下意外地在預選賽壓倒阿拉伯聯合大公國出線2004年的亞洲杯決賽週，土庫曼在小組賽與烏兹別克、沙地阿拉伯、以及伊拉克同組，雖然最後不能晉級八強，但土庫曼在首場賽事便以2-2迫和勁旅沙地阿拉伯，表現今人難忘。可是除此外土庫曼在國際成績上並未得到很好的聲譽。
與鄰國烏兹別克一樣，土庫曼有不少球員前往歐洲落班，其中以土庫曼中場球員Wýaçeslaw Krendelew（卡蘭迪利夫）最有名氣，他曾經效力哈薩克超級足球聯賽的勁旅塔拉茲，俄羅斯超級足球聯賽的格羅茲尼艾卡馬特，彼爾姆安卡。
2019年亞洲盃，土庫曼壓倒中華臺北及新加坡出線決賽圈，雖然第一戰僅以2：3小輸日本，但第二戰卻以0-4輸給烏茲別克，最後一輪必須擊敗阿曼才可能憑最佳小組第三名出線淘汰賽的情況下，以1-3敗於阿曼，喪失晉級機會。
土庫曼在2022年世界盃足球賽的資格賽第二輪中主客場皆以2-0擊敗斯里蘭卡，不過主客場分別以0-2及0-5敗給南韓，客場1-2輸給黎巴嫩，最後一場3-2擊敗黎巴嫩，最終土庫曼排在小組第三，未能晉級第三輪。